# Улер
Улер (нем. Uhler) — община в Германии, в земле Рейнланд-Пфальц. 
Входит в состав района Рейн-Хунсрюк. Подчиняется управлению Кастеллаун.  Население составляет 383 человека (на 31 декабря 2010 года). Занимает площадь 5,58 км².

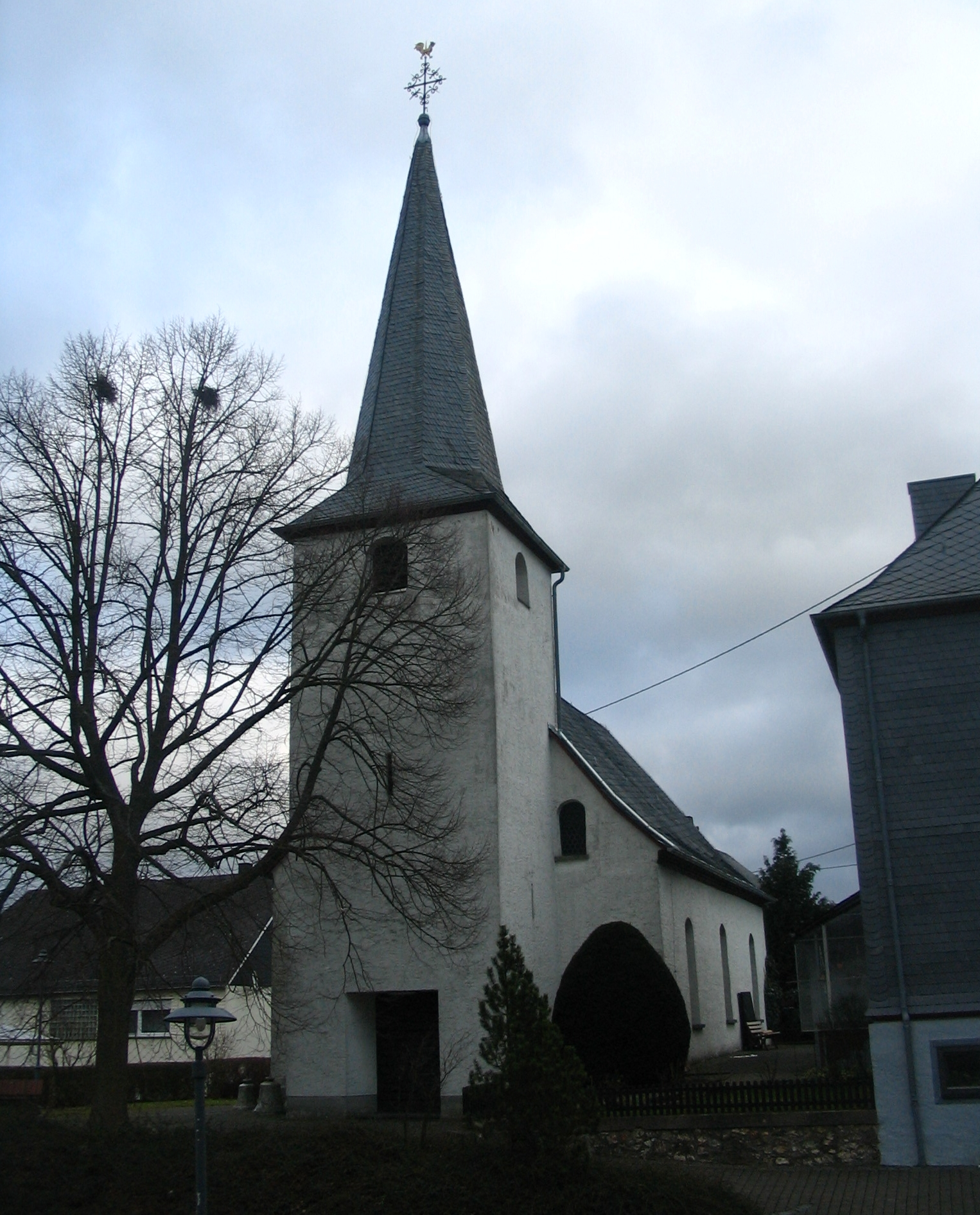
Капелла